# Последњи континент
Последњи континент (енгл. The Last Continent) издат 1998. је двадесет и други роман Терија Прачета о Дисксвету. 

## Радња
Чаробњак Ринсвинд је стицајем околности доспео на тајанствени континент XXXX, обележен тако јер је потпуно непознат остатку Дисксвета, где се чак озбиљно и сумња да уопште постоји. Он је тамо добио задатак од Творца и његовог помоћника, који се најчешће појављује у виду кенгура, да спаси овај континент од пропасти коју су проузроковале његове колеге чаробњаци са Невидљивог универзитета. Наиме, на том универзитету се појавио проблем; библиотекар, који је иначе у једној од претходних епизода попримио облик орангутана, почео је из непознатих разлога да насумично и учестало мења облике у зависности од ситуације у којој се налази. Колеге чаробњаци, на челу са архиректором, пронашле су решење да баце чини на њега, али да би чини деловале, било је неопходно да помену и његово име, које су током година заборавили. Онда су схватили да његово име сигурно мора да зна Ринсвинд, јер је раније био његов помоћник. Пошто су знали да је он на непознатом континенту (они су га тамо и пренели уз помоћ магије), одлучили су да га пронађу. Пошто им географија није била јача страна, кренули су да затраже помоћ од професора тог предмета, али су у његовом кабинету, уместо њега, пронашли пролаз у другу димензију. Испоставило се да тај пролаз води на острво близу непознатог континента, али хиљадама година у прошлост. Невоља је настала када је госпођа Витлоу, домаћица универзитета, случајно затворила пролаз када је пристигла на острво како би чаробњацима донела неко освежење...

## Критике и примедбе
Издавачка кућа „Лагуна“ преноси веома позитивне критике које су објавили „Sunday Telegraph“, „The Times“ и „Isaac Asimov's Science Fiction Magazine“. У све три критике похваљена је духовитост писца, а Чарлс Спенсер га је упоредио са Толкином и Томом Шарпом. На сајту The L-Space Web врло је детаљно дата анализа дела. Између осталог, аутори сајта тврде да је Прачет, осим очигледних асоцијација на Аустралију (помињујући национално јело Абориџина или њихову уметност, на пр.), правио алузије и на друга дела. На пример, у једном тренутку је поменуо како Хекса, вештачку интелигенцију коју су изумели чаробњаци, покушавају да науче да пева „Lydia the Tattooed Lady“ (у преводу: „Лидија, тетовирана дама“), што је иначе једна од најпознатијих песама комичара Груча Маркса, који ју је извео 1939. у филму „At the Circus“ (у преводу: „У циркусу“). Аутори овог сајта су то упоредили са сличном ситуацијом, када је Хал, компјутер из филма „2001: Одисеја у свемиру“, вративши се у своје „детињство“, певао песму „Daisy“ за астронаута Бонмана. Постоји и сцена са лудом вожњом која неодољиво подсећа на сцену из филма о Побеснелом Максу („Mad Max 2: The Road Warrior“), тим пре што се и јунак у тој сцени представља као „побеснели“. Правио је алузију и на Карла Маркса и његов „Капитал“, али и на друга дела и филмове. Прачет се такође бавио и феноменом путовања кроз време, али и парадоксима које би такво путовање могло да изазове.